# Ірландсько-американські відносини
Ірландсько-американські відносини — двосторонні дипломатичні відносини між США та Ірландією.

## Історія

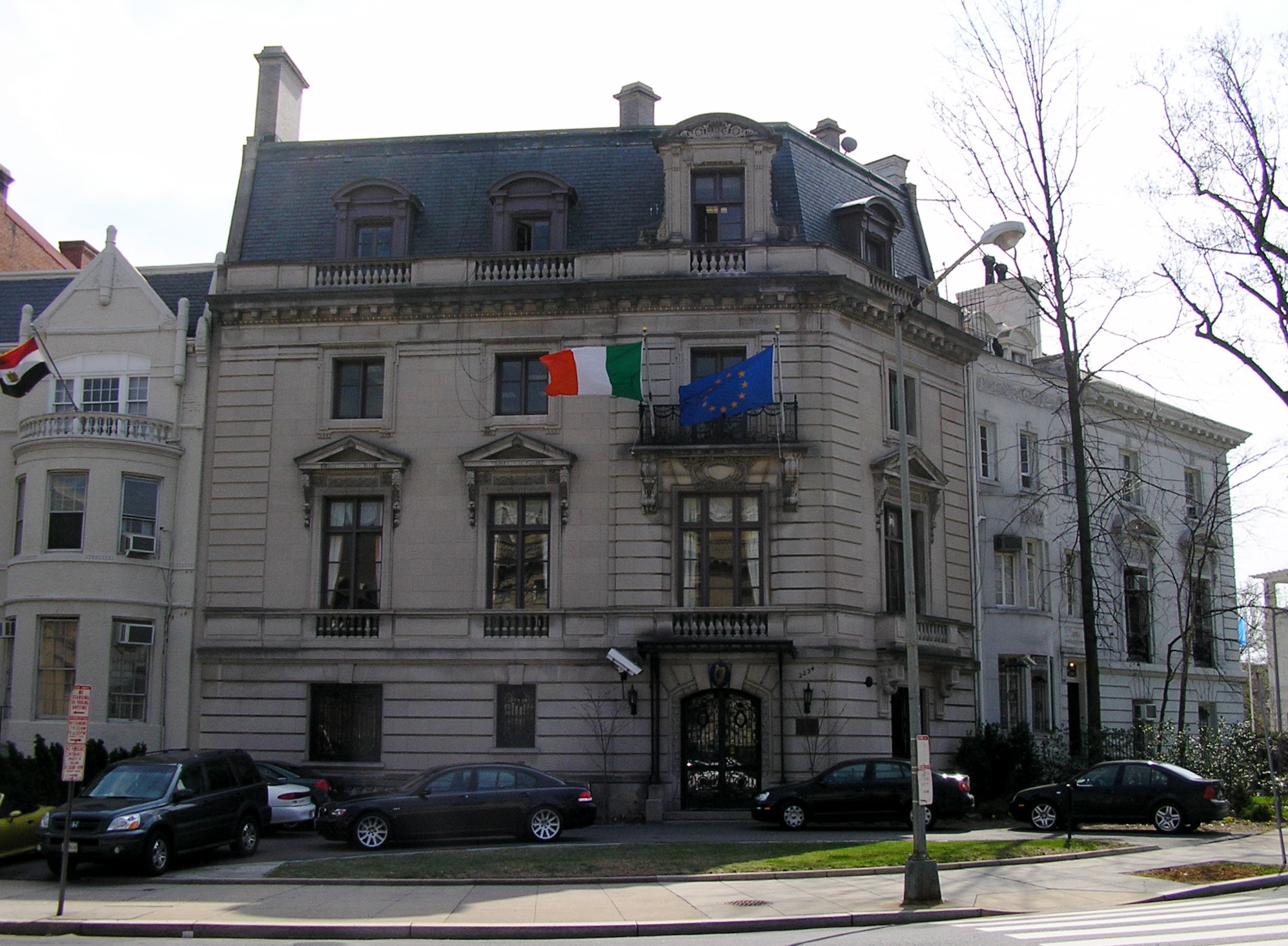
Посольство Ірландії у Вашингтоні

У 1800 році згідно з Актом про Унію, Ірландія була політично об'єднана з Великою Британією з метою утворення Сполученого Королівство Великої Британії та Ірландії. Всі основні дипломатичні рішення щодо Ірландії приймалися в Лондоні. З цього часу і до 1922 року, коли 26 з 32 графств Ірландії відокремилися і утворили Ірландську Вільну державу (згодом стала Ірландською Республікою), офіційні дипломатичні відносини Сполучених Штатів з Ірландією здійснювалися через Лондон.
Шотландці-ірландці були одними з перших поселенців в 13 колоніях і зіграли важливу роль у Війні за незалежність, а також були одними з перших погоничів худоби в Північній Америці. Ірландці здійснили вплив на політику Сполучених Штатів, особливо через Демократичну партію. З 1820 до 1860 року 2 мільйони ірландців прибули в Сполучені Штати, 75 % з них — після Великого ірландського голоду (або Великого голоду) 1845—1852 років. Більшість з них приєдналися до швидкозростаючих ірландських осередків у американських містах. Голод завдав збитків усім ірландцям, особливо найбіднішим або безземельним. Це змінило сімейну структуру Ірландії, оскільки менша кількість людей могла дозволити собі одружуватися та виховувати дітей. Отже, багато громадян Ірландії були менш прив'язані до сімейних зобов'язань і могли легше мігрувати до Сполучених Штатів у наступне десятиліття.
Після Громадянської війни в США влада в США, ірландські американські політики, які набирали силу в Демократичній партії, зажадали більшої незалежності Ірландії і зробили антибританську риторику, яка називалась «викручуванням лев'ячого хвоста», одним з основних елементів передвиборчої кампанії, яка закликала до голосування ірландців.
Еймон де Валера, видатний діяч Великоднього повстання і Війни за незалежність Ірландії, народився в Нью-Йорку в 1882 році. Його американське громадянство допомогло йому уникнути страти за його роль у Великодньому повстанні.

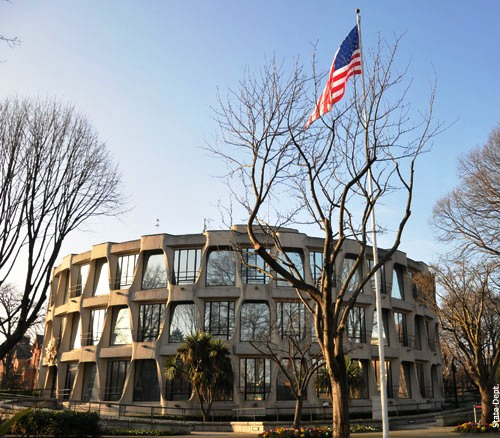
Посольство США у Дубліні

Де Валера був призначений президентом Ірландської республіки, і в травні 1919 року він відвідав Сполучені Штати в цій ролі. Місія мала три мети: попросити про офіційне визнання Ірландської республіки, надати позику для фінансування роботи уряду (і, відповідно, Ірландської республіканської армії) і заручитися підтримкою американського народу для республіки. Його візит тривав з червня 1919 року по грудень 1920 року і мав змінний успіх. Одним з негативних результатів став поділ ірландсько-американських організацій на фракції, які виступали за і проти Валера. Де Валера зумів зібрати 5 500 000 доларів від американських прихильників. З цієї суми 500 000 доларів були виділені на президентську кампанію в США в 1920 році, яка допомогла йому отримати там більш широку громадську підтримку. У 1921 році було заявлено, що 1 466 000 доларів вже були витрачені. Визнання в міжнародній сфері не відбулося. У Валера були труднощі з різними ірландсько-американськими лідерами, такими як Джон Девой і суддя Деніел Ф. Кохалан, які обурювалися панівним становищем, яке він встановив, вважаючи за краще зберігати свій контроль над ірландськими справами в Сполучених Штатах.
У період з 1918 по 1919 рік ВМС США мали п'ять військово-морських авіабаз США в Ірландії. Ці станції були спеціально створені для захисту Ірландії і сусідніх країн від агресії з підводних човнів.
Ірландська війна за незалежність в кінцевому підсумку закінчилася англо-ірландським договором, який підтвердив розділ Ірландії на Ірландська Вільна держава і Північну Ірландію, остання з яких вирішила залишитися в складі Сполученого Королівства. На зміну Ірландській Вільній державі в 1937 році прийшла нова держава Ірландія, яка офіційно проголосило себе республікою в 1949 році.
Ірландія була офіційно нейтральною під час Другої світової війни, але 2 вересня 1939 року оголосила надзвичайний стан; армія була мобілізована. У міру розвитку надзвичайної ситуації для швидко зростаючих сил закуповувалося все більше і більше нового обладнання з Великої Британії та США.
Під час холодної війни ірландська військова політика, хоча і здавалася нейтральною, була зміщена в бік НАТО.
Прямі іноземні інвестиції США в Ірландію були особливо важливі для росту і модернізації ірландської промисловості з 1980 року, забезпечуючи нові технології, експортні можливості та можливості працевлаштування. У 1990-ті роки Ірландія пережила період швидкого економічного зростання, який отримав назву «Кельтський тигр». Хоча історичні економічні зв'язки Ірландії з Великою Британією часто піддавалися критиці, Підер Кірбі стверджував, що нові зв'язки з економікою США були зустрінуті «задоволеним мовчанням».
У лютому 1994 року прем'єр-міністр Великої Британії Джон Мейджор протягом декількох днів відмовлявся відповідати на телефонні дзвінки президента США Білла Клінтона через його рішення надати лідеру Шинн Фейн Джеррі Адамса візу для відвідування Сполучених Штатів.
В останні роки Ірландія намагалася діяти як дипломатичний міст між Сполученими Штатами і Європейським союзом. Під час свого головування в Раді Європейського союзу в 2004 році Ірландія працювала над зміцненням зв'язків між США і ЄС, які були загострені війною в Іраку.
У 2017 році президент Дональд Трамп спробував реформувати податковий кодекс, щоб репатріювати американський бізнес за кордон, і кілька разів спеціально посилався на Ірландію, заявивши, що «багато, багато компаній відправляються до Ірландії». Незважаючи на це, ірландські політики вважали, що перегляд податкової системи США не становить серйозної загрози для інвестицій США в Ірландію, при цьому європейський комісар з сільського господарства та розвитку сільських районів Філ Хоган заявив: «Ірландія залишається дуже привабливою європейською базою для американського бізнесу».
У квітні 2019 року Ненсі Пелосі, спікер Палати представників США, відвідала кордон Ірландії та Північної Ірландії і заявила, що якщо Brexit поставить під загрозу Угоду Страсної п'ятниці, то у торгової угоди між США і Великою Британією не буде жодних шансів.